# 欠落
欠落（かけおち・闕落）とは、戦乱・重税・犯罪などを理由に領民が無断で住所から姿を消して行方不明の状態になること。江戸時代には走り（はしり）などとも称された。武士の場合には出奔（しゅっぽん）・立退（たちのき）などと呼んで区別したが、内容的には全く同一である。

## 概要
古代においては本貫から離脱することを「逃亡」などと称し、中世においても年貢や公事を納められないことなどを理由として居住地から離れることを引き続き「逃亡」と呼んだ。「欠落」の語は戦国時代の頃より見られるが、領主間で欠落者の返還を行う「人返し」に関する協定が結ばれたり、地域を支配する戦国大名が傘下の領主間で発生した人返しに関わる相論の仲裁に入ったり、分国法などで人返しの手続を定めるなどの対応策が採られていた。
江戸時代には幕藩体制維持のために主従関係の強化と貢租納付義務の貫徹は必要不可欠な方針であり、その実現のためには領民を居住地に固定化させることが前提となっていた。これに真っ向から反する欠落は領主側から見れば決して認められるものではなかった。欠落は重大な犯罪とみなされ、主君を持たない武士である浪人や農民・商人などの被支配民の欠落は厳しく取締の対象とされた。それでも、こうした欠落は江戸時代を通じて日本各地で発生していた。なお、主君に仕える一般の武士の出奔はこの発覚した時点で直ちにその家は改易処分となるのが通例で「浪人の欠落」扱いを受けた。更に藩によっては当主でなくても、元の当主である隠居や当主の母親の出奔であったとしても縁坐による改易処分を受ける例も存在したのである。
欠落が明らかになった場合にはその欠落者の所属する家の当主（欠落者が当主であれば当然に含まれない）・五人組・親族・村役人（町役人）らは3日間欠落者の帰りを待った後で30日以内に奉行所・代官所（武士の場合は上役）に対して「欠落届」を提出しなければならなかった。これを受けた奉行・代官は直ちに欠落者の闕所処分の手続を行うとともに当主などの目上の親族・五人組・村役人（町役人）らに欠落者の捜索が命じられたのである。「欠落届」提出とその後の捜索は彼らに対する義務であったこれは欠落は本人の犯罪というだけではなく、そういう反社会的な人間を出した共同体全体の連帯責任であると考えられたからである。
欠落者の捜索にはまず30日の期限を設けた「日限尋」が行われ、これが最大6回（180日）行われ、それでも見つけられなかった場合には目上の親族・五人組・村役人（町役人）は処罰を受け、改めて無期限の「永尋」が命じられた。なお、「日限尋」・「永尋」の最中に欠落者本人が自首を行った場合や第三者に捕らえられた場合にも目上の親族・五人組・村役人（町役人）による捜索に怠惰があったと考えられて処罰の対象とされていた。
もっとも、届出を受けて永尋を命じた奉行・代官にとっても事務処理の煩雑を招きかねない永尋のような事態は望ましいものではなかった。そこで、永尋となった時点で欠落者は家督・財産の面においては死亡に准じて扱われて、闕所の対象から免れた家財に関する相続の開始が宣告された。また、永尋になった場合、家族や町村は旧離（勘当）・帳外（人別帳からの除外）を申し出る事で家族関係の解消が認められ、後日欠落者が罪を犯しても縁坐の対象からは免れた。なお、無宿とは欠落などによって人別帳からその名前が削られて住所の登録を失った者を指している。
なお、欠落者が捕らえられあるいは自らの意思で帰還した場合には、原則的には「帰住届」を提出の後に欠落中に罪を犯していないかを確認が行われ、人別帳に氏名が復帰された後に家族に引き渡された。ただし、欠落を原因として発生した法的効果（闕所・相続・婚姻が解消された状態となった妻の再婚など）は全て有効とされた。更に、罪を犯して欠落した場合には通常であれば追放相当以下の罪に関しては事件発生から1年以上経過して逮捕されなかった場合には免訴される事になっていたが、欠落者には適用されなかった。更に欠落者が主人を持つ家臣（武士）や奉公人（商人など）の場合には主従関係を損なったものとして更に重い刑が課せられる可能性があった。
江戸幕府は他の所領に逃げ込んだ農民を発見した場合には本来居住していた所領に送還する方針を採って諸大名にも命じていたが、実際には領主たちは自領からの欠落に対しては厳しく取り締まる一方で、他領からの欠落者に対しては元の居住地の領主側との交渉に対する煩わしさに加えて、欠落者そのものに好意的な姿勢を示した。当時、城下町の新設や拡張、大規模な新田開発や荒廃した田地の再開発には多くの人を必要としており、彼らを自領につなぎとめて農耕人口・商業人口の増加を図ったのである。このため「走らせ損、取り得」という言葉も生じた。
江戸時代中期以後、農村の荒廃による農民の流亡（欠落）が続発すると、幕藩体制の根幹を支える貢租収入減少への危惧から商人や武士と違った欠落農民に対する復帰政策が取られるようになった。農民以外の場合、欠落による闕所によって財産のほとんどが没収されていたが、農民に対しては欠落者に相続人が存在する場合には農業生産に必要な家屋敷や田畑の没収は免れて相続人がこれを継承する事が許された。しかも、闕所で没収される財産には欠落者が借りた債務も該当していたために借金を相続する事はなかったのである。更に人返しの法によって元の住所に送還された農民については、罪を犯していない場合には農具や耕地まで与えて定住を促している例まで存在したという。
江戸幕府は欠落者の発生に伴って発生した負担については村側に責任を負わせたものの、一方でこれによって生じた耕作者のいなくなった耕地については荒地や惣作（村の共有地として耕作）にすることを望まなかった。一方、村側も中世以来、逃亡・欠落によって生じた跡は欠落者の復帰や新規耕作者の定住によって村の人口維持を図る原則が定着しており、幕府の方針はこうした村側の考え方と合致するものであった。